# کیستکسپرسن
کیستکسپرسن (انگلیسی: Kystekspressen) شرکت کشتیرانی نروژی است، که در سال ۱۹۹۴ تأسیس شد.